# Onosma sharifii
Onosma sharifii är en strävbladig växtart som beskrevs av H. Riedl. Onosma sharifii ingår i släktet Onosma och familjen strävbladiga växter. Inga underarter finns listade i Catalogue of Life.